# 糧食自給率
糧食自給率（food self-sufficiency rate）是一項評估國家糧食自給程度的指標。一般有兩種評估方式：第一種是產值型糧食自給率，其使用在規劃農產品貿易之依據，計算方式為利用該年之農產品內銷及外銷價格，推算各項生產及消費農產品價值，再將國內生產農產品總值佔國內消費農產品總值之比率推算。第二種是營養素型糧食自給率，多在非常時期使用，以每年各種糧食標準營養含量，推算各項各糧食國內生產及消費營養值並求出每年的數值，再計算國內糧食生產佔消費之比例得之:19-20。

## 概念簡介
一個國家的某一商品（如：穀物）的自給率（英語：Self-sufficiency ratio，縮寫為SSR），在取得其商品產量和進出口數量後，能經過一公式計算出來。公式如下：
{\displaystyle {\dfrac {P\times {100}}{P+I-O}}}
其中P代表產量，I代表進口，O代表出口。
SSR可以用來計算個別商品、具有相似營養價值的群體商品及所有商品的集結。而在糧食安全的相關內容中，SSR常被用來指稱一個國家依賴其產量來源的程度，而比率愈高，自給率愈高。

## 世界現況
國土面積大的國家通常有較高糧食自給率，如以2011年的統計資料為例：加拿大223%，澳大利亞187%，美國130%。其他已開發國家的糧食自給情形則分別為：法國121%，德國93%，英國65%，義大利59%，瑞士56%。東亞的情形則為日本37%，韓國50%。台灣在2018年的自給率為34.64%。

### 部分國家和地区的糧食自給率
- >200%：加拿大、阿根廷、乌拉圭
- 100-200%：美国、澳大利亚、法国、德国、丹麦、匈牙利、泰国、越南、缅甸、柬埔寨、老挝、哈萨克斯坦、乌兹别克斯坦、土库曼斯坦、巴基斯坦、苏丹、叙利亚、巴拉圭
- 90-99%：印度、俄罗斯、巴西、英国[6]、土耳其、奥地利、捷克、波兰、白俄罗斯、玻利维亚
- 75-90%：中華人民共和国[7]、印度尼西亚、菲律宾、伊朗、爱尔兰、乌克兰、希腊、保加利亚、罗马尼亚、摩洛哥、南非、尼日利亚、坦桑尼亚、马达加斯加、尼加拉瓜
- 50-74%：新西兰、挪威、意大利、西班牙、墨西哥、哥伦比亚、委内瑞拉、厄瓜多尔、秘鲁、智利、埃及、突尼斯、肯尼亚、喀麦隆
- <50%：荷兰、比利时、瑞士、冰岛、葡萄牙、日本[8]、韩国[6]、中華民國（臺灣）[5][6]、马来西亚、新加坡、香港、蒙古国、沙特阿拉伯、约旦、也门、阿尔及利亚、利比亚、阿联酋、卡塔尔、科威特、巴林、格鲁吉亚、亚美尼亚、古巴、海地、危地马拉、洪都拉斯、巴拿马、安哥拉、纳米比亚、博茨瓦纳

## 代表意義
不同類型的糧食自給率代表的意義略有不同。以價格來推算的糧食自給率，代表的是一個國家國內糧食生產的經濟效益，適用於規劃農業貿易；以熱量推算的糧食自給率，才適合作為農業生產的規劃。另外，因為糧食自給率的估算相當簡化，無法反映熱量以外的營養需求，也無法表現出中間產品（例如供畜牧業當飼料用的穀物）的價值。因此有些國家會將不同品項的糧食自給率作出細分:19-23。例如英國就區分出「傳統食物的糧食自給率」，因為傳統食物較適合當地生產，較能反應一個國家真實的糧食安全程度。

## 常見的應對方法
由於糧食自給率常攸關國家安全，因此必要時常會實施應對方法，來解除危機。
- 針對短缺的糧食種類，進行出口的總量管制，或是提高出口的關稅，用來避免外國惡意收購糧食，又稱「糧食保護主義」。例如當糧食的主要生產國發生天災或戰亂，由於消費者預期減產，會導致出現類似市場掃貨的現象。
- 對生產者的補貼政策，或是保證收購價格，或是天災發生時的災害補助，對生產者提供增加生產的誘因。
- 對於不能食用的經濟作物的生產，進行總量管制。例如提高誘因，輔導轉換種植糧食作物。